# 자유롭게 있기 위해서
《자유롭게 있기 위해서》(自由であるために)는 1999년 5월 12일에 발매된 V6의 13번째의 싱글이다.

## 수록곡
1. 自由であるために
  - 작사：마츠이 고로, 작곡：키쿠치 카즈히토, 편곡：아카시 마사오
  - V6 전원 출연 버라이어티 TBS계열 《학교에 가자!》 테마 송
2. Yo! You!! / Coming Century
  - 작사：무츠미 스미오, 작곡：초쿠 아사다, 편곡：와타나베 카즈노리
3. 自由であるために (カラオケ)
4. Yo! You!!(カラオケ)